# Wygoda (powiat mławski)
Wygoda – osada w Polsce położona w województwie mazowieckim, w powiecie mławskim, w gminie Strzegowo.
W latach 1975–1998 miejscowość należała administracyjnie do województwa ciechanowskiego.